# سیارک ۲۱۶۳۹۰
سیارک ۲۱۶۳۹۰ (به انگلیسی: 216390 Binnig، نامگذاری:2008CK177)۲۱۶۳۹۰مین سیارک کشف شده‌است که در ۱۴ فوریه ۲۰۰۸ کشف شد.